# 圣佩德罗德拉纳韦-阿尔门德拉
圣佩德罗德拉纳韦-阿尔门德拉，是西班牙卡斯蒂利亚-莱昂萨莫拉省的一个市镇。 总面积23平方公里，总人口499人（2001年），人口密度22人/平方公里。